# Горецкий, Константин Ефимович
Константин Ефимович Горецкий (1870—1947) — российский и советский военный деятель, генерал-майор Русской императорской армии. Герой Труда (1928). Кандидат военных наук (15.05.1945).

## Биография
Константин Горецкий родился 3 (15) декабря 1870 года. Сын офицера. Окончил гимназию в Кутаиси.
С июня 1888 года — на службе в Русской императорской армии. В 1890 году Тифлисское пехотное юнкерское училище, а в 1904 году — интендантские курсы по первому разряду. Первоначально служил в Бакинском 153-м пехотном полку, а позднее — в различных интендантских управлениях. Участвовал в русско-японской войне в должности начальника отделения Управления главного полевого интенданта при главнокомандующем Манчжурской армией. В 1909—1910 годах руководил отделением Главного интендантского управления, в 1910—1911 годах — счётным отделением того же управления. С октября 1911 года Горецкий исправлял должность помощника главного интенданта Военного министерства Российской империи. 1 января 1912 года «за отличие по службе» был утверждён в должности и произведён в генерал-майоры с последующим старшинством с 6 декабря 1914 года. Под его руководством было разработано и введено в действие «Положение о полевом управлении войск в военное время», с которым армия вступила в первую мировую войну. Во время первой мировой войны был помощником главного интенданта Военного министерства и начальника Главного интендантского управления.

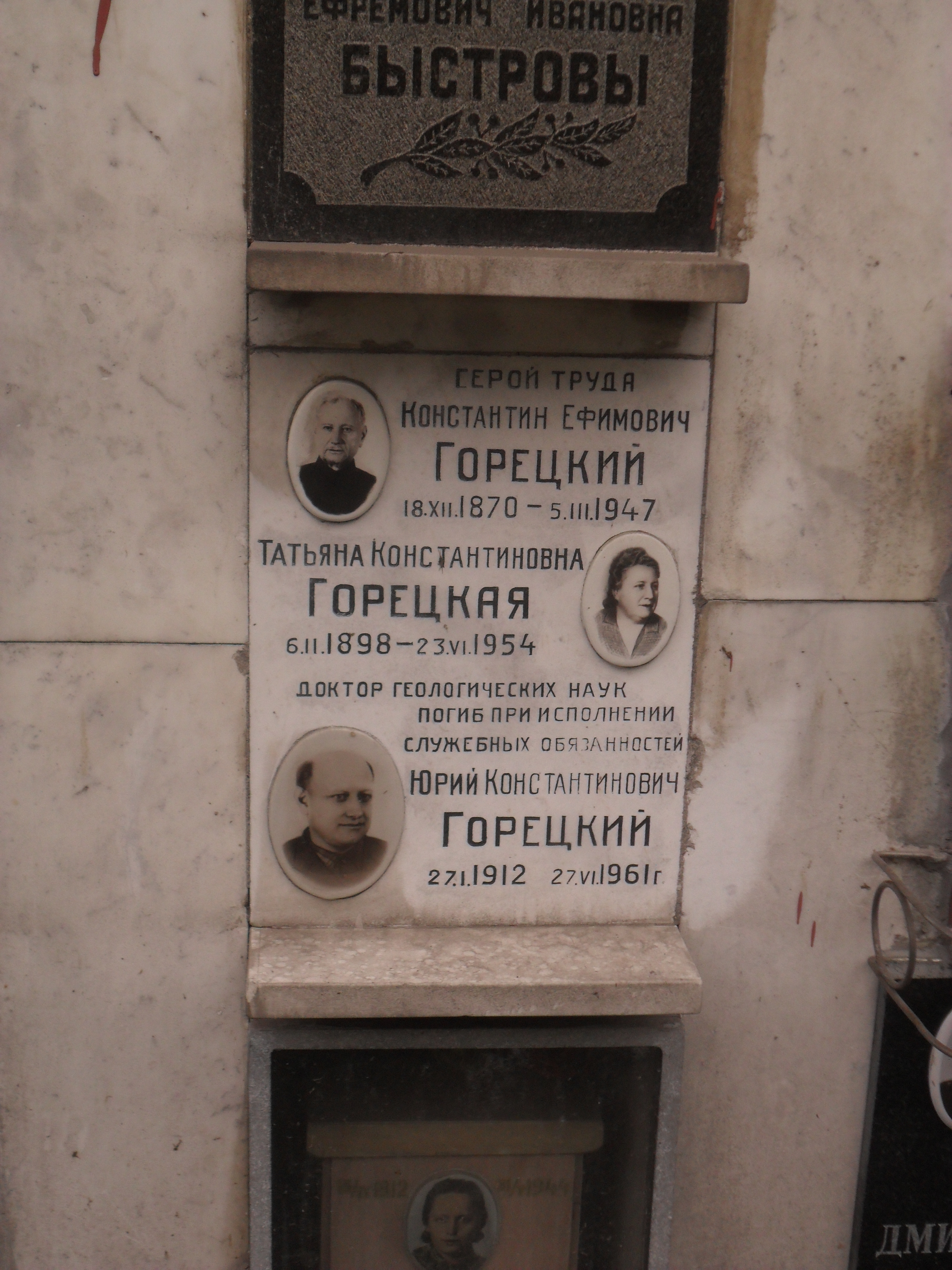
Плита колумбария семьи Горецких на Новодевичьем кладбище Москвы

После Октябрьской революции перешёл на службу в Красную Армию. До апреля 1918 года был главным интендантом при Народном комиссаре по военным делам РСФСР. Затем продолжил службу в Центральном управлении снабжения (ЦУС) Рабоче-крестьянской Красной Армии и Флота: постоянный член Технического комитета ЦУС, председатель общей и финансовой секций ЦУС, председатель ЦУС. После гражданской войны несколько лет был помощником главного начальника снабжения РККА, одновременно членом редколлегий журналов «Техника и снабжение», «Война и техника». Затем находился в распоряжении начальника снабжения РККА. Являлся автором либо редактором многих работ по ведению хозяйства, делопроизводства и отчётности в подразделениях, организации снабжения частей. За большие трудовые заслуги 7 сентября 1928 года Постановлением ЦИК СССР № 64 ему было присвоено звание Героя Труда. В октябре 1928 года уволен из армии по болезни.
Продолжал научно-исследовательскую работу, а также работал консультантом на общественных началах в органах военного управления и снабжения РККА. В 1940 году по предложению главного интенданта РККА А. В. Хрулёва принял должность научного консультанта при Главном интендантском управлении РККА. Перед войной и в ходе войны А. В. Хрулёв многократно встречался с К. Е. Горецким, получая от него консультации по важнейшим вопросам работы служб тыла, летом 1941 года Горецкий участвовал в разработке организации и штатов служб тыла военного времени. За написание ряда военно-научных трудов К. Горецкому в 1945 году была присвоена ученая степень кандидата военных наук без защиты диссертации. Умер 5 марта 1947 года, похоронен в колумбарии Новодевичьего кладбища Москвы.

## Награды
В Российской империи
- Орден Святой Анны 3-й степени с мечами и бантом (1905)
- Ордена Святого Владимира 2-й (ВП 30.07.1915), 3-й (1911) и 4-й (1906) степеней
- Орден Святой Анны 1-й степени (22.03.1915)
- Орден Святого Станислава 1-й степени (06.04.1914)[4]

В СССР
- Герой Труда (7.09.1928)
- Орден «Знак Почёта» (17.09.1943)[9]
- Медаль «За оборону Москвы» (вручена 2.11.1944)[10]
- Медаль «За победу над Германией в Великой Отечественной войне 1941—1945 гг.»

## Чины
- Подпоручик (ст. 01.09.1890)
- Поручик (ст. 01.09.1894)
- Штабс-капитан (ст. 06.05.1900)
- Капитан (ст. 01.09.1902)
- Подполковник (пр. 1906; ст. 25.02.1905; за отличие)
- Полковник (пр. 1908; ст. 06.12.1908; за отличие)
- Генерал-майор (пр. 01.01.1912, за отличие; ст. 06.12.1914)[4]

## Труды К. Е. Горецкого
- Система снабжения РККА в мирное время. — Москва; Ленинград: Госиздат, Отдел военной литературы, 1929.
- Справочник для помощников командиров полков по хозяйственной части и заведующих хозяйством в РККА по всем видам снабжения в мирное время: Составлен на основании официальных данных, опубликованных по 15 ноября 1927 г. — Москва; Ленинград: Госиздат, Отдел военной литературы, 1927.
- Справочник по разным видам личного довольствия среднего, старшего и высшего начсостава РККА : Составлен на основании законодательных материалов по 1 декабря 1927 г. — Москва; Ленинград: Госиздат, Отдел военной литературы, 1928.
- Руководство для ведения хозяйства, делопроизводства и отчетности по всем видам денежного и материального довольствия в частях войск, штабах и управлениях Красной Армии. Составлено на основании законоположений, правил и инструкций, объявленных в официальных изданиях по 1 июня 1923 г. Т. 1—2. // «Техника и снабжение Красной Армии». 1923.
- Памятка для хозяйственников в терчастях. Составлено на основании новейших законоположений, правил и инструкций, изданных в 1924 г. // «Техника и снабжение Красной Армии». — 1924.
- Положение о хозяйстве в роте, эскадроне, неотдельной батарее и штатной команде. Составлено по последнему приказу РВС 1924 г. и с извлечением из других узаконений, имеющих отношение к ротному хозяйству. // «Техника и снабжение Красной Армии». — 1924.
- Руководство для ведения хозяйства, делопроизводства и отчетности в роте. — Смоленск: Военно-хозяйственное управление Запфронта, 1924.
- Руководство для полковых казначеев. Составлено на основании последних законоположений, правил и инструкций, объявленных в официальных изданиях. Настольная справочная книга для казначеев всех частей войск, штабов, управлений, учреждений и заведений. // «Техника и снабжение Красной Армии». — 1924.
- Положение о внутреннем хозяйстве в отдельных частях войск. Составлено на основании новейших законоположений, правил и инструкций, изданных в 1924 г. // «Техника и снабжение Красной Армии». — 1925.